# Opper-Lausitzs voetbalkampioenschap 1930/31 (Midden-Duitsland)
In 1930/31 werd het veertiende Opper-Lausitzs voetbalkampioenschap gespeeld, dat georganiseerd werd door de Midden-Duitse voetbalbond. Budissa Bautzen werd kampioen en plaatste zich voor de Midden-Duitse eindronde. De club verloor met 1:11 van Dresdner SC.

## Gauliga
| Plaats | Club                          | Wed. | W  | G | V  | Saldo | Ptn.  |
| ------ | ----------------------------- | ---- | -- | - | -- | ----- | ----- |
| 1.     | SV 1904 Budissa Bautzen       | 18   | 12 | 4 | 2  | 65:38 | 28:8  |
| 2.     | BC Sportlust Zittau           | 18   | 10 | 3 | 5  | 62:38 | 23:5  |
| 3.     | Bischofswerdaer SV 08         | 18   | 10 | 2 | 6  | 79:57 | 22:14 |
| 4.     | Zittauer BC                   | 18   | 10 | 1 | 7  | 61:41 | 21:15 |
| 5.     | SC 1911 Großröhrsdorf         | 18   | 9  | 2 | 7  | 51:47 | 20:16 |
| 6.     | SpVgg 1908 Bautzen            | 18   | 7  | 5 | 6  | 43:44 | 19:17 |
| 7.     | VfB Kamenz                    | 17   | 6  | 3 | 8  | 35:50 | 15:17 |
| 8.     | BV 1919 Sportlust Neugersdorf | 17   | 5  | 1 | 11 | 46:67 | 11:21 |
| 9.     | BC Reichenau                  | 18   | 4  | 2 | 12 | 29:48 | 10:26 |
| 10.    | SV Löbau 1911                 | 18   | 3  | 3 | 12 | 35:66 | 9:27  |

|  | Kampioen, geplaatst voor Midden-Duitse eindronde |
|  | Degradatie                                       |